# Secondo catalogo di radiosorgenti di Cambridge
Il Secondo catalogo di radiosorgenti di Cambridge (2C) è il secondo di una serie di nove cataloghi di radiosorgenti pubblicati dall'Università di Cambridge a partire dal 1950. Questo fu pubblicato nel 1955.
2C contiene i dati di ascensione retta, declinazione (espresse al 1950.0) e densità di flusso di 1936 sorgenti osservate nella zona di cielo compresa fra le declinazioni -38° e +83°. Le osservazioni furono effettuate con l'interferometro di Cambridge alla frequenza di 81,5 MHz. 

## Implicazioni cosmologiche
Il rapporto flusso/numero di sorgenti (il cosiddetto conteggio delle sorgenti) del catalogo 2C fu utilizzato per verificare le previsioni di alcuni modelli cosmologici. Ad una prima analisi, l'andamento mostrato dal conteggio delle sorgenti escluse alcuni tipi di modello --modelli cosmologici--, fra cui la teoria dello stato stazionario che prevede una distribuzione uniforme di radiosorgenti ma che ha un andamento molto meno ripido di quello mostrato dalle sorgenti di 2C.
Nel caso della teoria dello stato stazionario, infatti, il rapporto log(N)/log(S) previsto è pari a circa -1,5, mentre il rapporto calcolato utilizzando la distribuzione delle sorgenti del catalogo 2C è pari a circa -3,0.
Sfortunatamente un significativo numero di sorgenti di 2C viste come un singolo oggetto dall'interferometro, risulta in realtà formato da più oggetti la cui distanza apparente è minore del potere risolutivo dell'interferometro; in questo modo esse vengono viste dallo strumento come un'unica sorgente più intensa. Questo errore, chiamato effetto di confusione, causa una sottostima del conteggio del numero di sorgenti osservato, inficiando così l'interpretazione dei dati.
Analisi statistiche compiute successivamente da Hewish sui dati originali dell'interferometro mostrarono comunque che l'interpretazione iniziale data alla distribuzione delle sorgenti di 2C era a grandi linee corretta.
Questo catalogo fu sostituito pochi anni dopo dai cataloghi  3C e 3CR, molto più affidabili: 3C fu costruito a partire da osservazioni compiute sempre con l'Interferometro di Cambridge, ma alla frequenza di 159 MHz, permettendo così di aumentare la risoluzione delle osservazioni e diminuendo conseguentemente l'effetto di confusione.